# 5768 Pittich
Az 5768 Pittich (ideiglenes jelöléssel 1986 TN1) a Naprendszer kisbolygóövében található aszteroida. Edward L. G. Bowell fedezte fel 1986. október 4-én.